# Muhammad Inam
Muhammad Inam Butt (ur. 27 lutego 1989) – pakistański zapaśnik walczący w stylu wolnym. Zajął 30 miejsce na mistrzostwach świata w 2015 roku. 
Siódmy na igrzyskach azjatyckich w 2010 i 2014. Piąty na mistrzostwach Azji w 2015. Złoty medalista igrzysk Wspólnoty Narodów w 2010 i 2018; srebrny w 2022; piąty w 2014. Wicemistrz Wspólnoty Narodów w 2016 i 2017. Mistrz Igrzysk Azji Południowej w 2016 i 2019 roku.
Jego brat Muhammad Bilal jest również zapaśnikiem. Absolwent University of Central Punjab w Lahaur.